# Венсович, Иван Фёдорович
Иван Фёдорович Венсович (1769—1811) — ординарный профессор и декан медицинского факультета Московского университета, надворный советник.

## Биография
Родился в семье священника в слободе Калач Павловского уезда Воронежской губернии (ныне — город Калач). Начальное образование получил в Харьковском коллегиуме. В 1783 году поступил в гимназию московского университета; в 1787 году стал студентом философского факультета Московского университета, откуда в 1788 году перешёл на юридический факультет, который окончил с золотой медалью в 1791 году. В 1793—1798 годах учился на медицинском факультете и окончил курс, получив степень кандидата медицины.
В 1797—1799 годах проходил практику в Московском военном госпитале. С 1801 года служил при Повивальном институте Московского воспитательного дома. В 1803 году, защитив диссертацию «De structura et usu secundinarum» на степень доктора медицины, начал читать в Московском университете лекции по диететике и общенародной медицине. В 1804 году избран адъюнктом, а в 1805 году, после ухода Ф. Ф. Керестури, занял кафедру анатомии, физиологии и судебной медицины в звании экстраординарного (с 1808 года — ординарного) профессора.
Вёл также административную работу: с 1805 года был инспектором студентов врачебного отделения и секретарём Совета медицинского факультета, в 1809 году был избран его деканом.
Член Московского общества исследователей природы (с 1805). и Физико-медицинского общества, в последнем также исполнял обязанности секретаря и редактировал первый в России медицинский журнал «Труды Общества соревнования врачебных и физических наук при Московском университете».
Венсович прославился пропагандой прививок против оспы. В речи «Слово о пользе физической антропологии» (1805) он показал себя сторонником идеи детерминированности физиологических и психических функций человека внешними условиями; в частности, вопрос о здоровье человека ставился им в зависимости от социальных проблем, характера питания, быта, условий труда и пр.
Умер от чахотки.